# Национални пут Јапана 418
Национални пут Јапана 418 је Национални пут у Јапану, пут број 418, који спаја градове Оно и Ида, укупне дужине 243,3 км.